# NGC 6977
NGC 6977 est une galaxie spirale barrée située dans la constellation du Verseau. Sa vitesse par rapport au fond diffus cosmologique est de 5 832 ± 21 km/s, ce qui correspond à une distance de Hubble de 86,1 ± 5,9 Mpc (∼281 millions d'al). NGC 6977 a été découverte par l'astronome allemand Albert Marth en 1863.
La classe de luminosité de NGC 6977 est I et c'est une galaxie active de type Seyfert 1. Selon la base de données Simbad, NGC 6977 est une une galaxie LINER, c'est-à-dire une galaxie dont le noyau présente un spectre d'émission caractérisé par de larges raies d'atomes faiblement ionisés.  

## Le groupe de NGC NGC 6978 et le groupe compact de Hickson 88

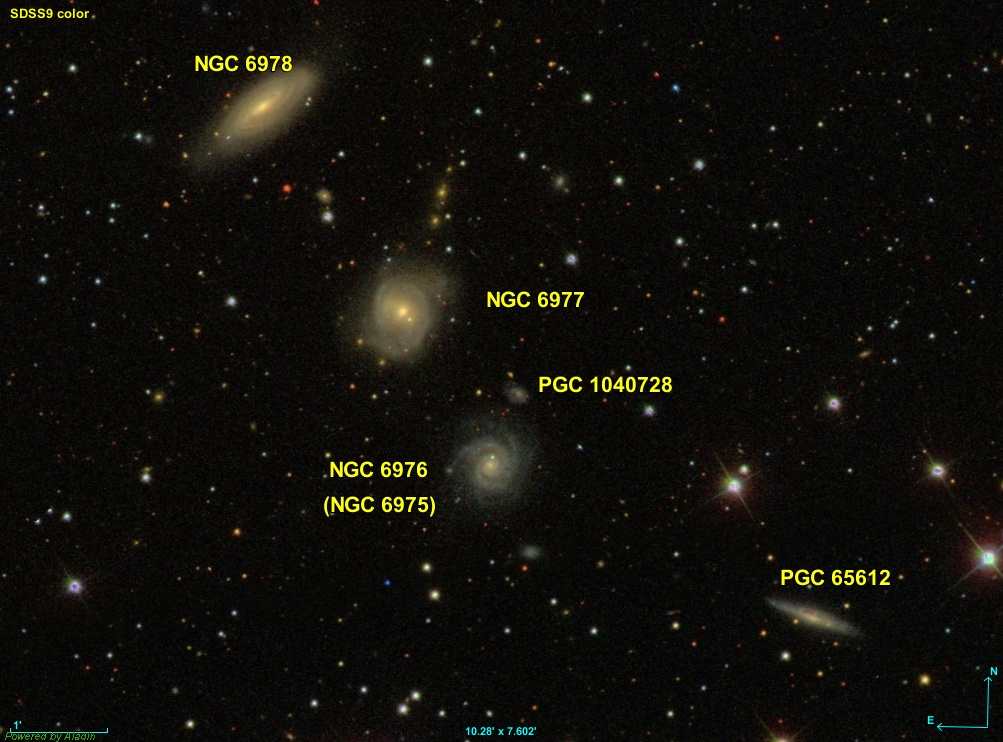
Les quatre galaxies du groupe compact de Hickson 88.

La galaxie NGC 6977 fait partie du groupe de NGC 6978. Ce groupe de galaxies compte au moins huit membres . Quatre de ces galaxies font partie du groupe compact de Hickson 88, soit NGC 6978, NGC 6977, NGC 6976 (NGC 6975 dans l'article) et PGC 65612 (MCG -01-53-14 dans l'artile. Les quatre autres membres sont trois galaxies naines et une elliptique que l'on ne voit pas sur l'image du groupe de Hickson. La vitesse radiale de la galaxie PGC 1040728 visible au nord de NGC 6976 est de 22 173 km/s. Il s'agit donc d'une lointaine galaxie qui n'appartient pas au groupe de NGC 6978 et que Paul Hickson n'a probablement pas observée.